# Aleuronudus
Aleuronudus is een geslacht van halfvleugeligen (Hemiptera) uit de familie witte vliegen (Aleyrodidae), onderfamilie Aleurodicinae.
De wetenschappelijke naam van dit geslacht is voor het eerst geldig gepubliceerd door Hempel in 1922. De typesoort is Aleuronudus induratus.

## Soorten
Aleuronudus omvat de volgende soorten:
- Aleuronudus acapulcensis (Sampson & Drews, 1941)
- Aleuronudus bondari (Costa Lima, 1928)
- Aleuronudus induratus Hempel, 1922
- Aleuronudus jaciae (Bondar, 1923)
- Aleuronudus jequiensis (Bondar, 1928)
- Aleuronudus manni (Baker, 1923)
- Aleuronudus melzeri (Bondar, 1928)